# Мироновское муниципальное образование (Саратовская область)
Мироновское муниципальное образование — сельское поселение в Питерском районе Саратовской области Российской Федерации.
Административный центр — село Мироновка.

## История
Статус и границы сельского поселения установлены Законом Саратовской области от 27 декабря 2004 года № 91-ЗСО «О муниципальных образованиях, входящих в состав Питерского муниципального района».

## Население
| 2010  | 2011  | 2012  | 2013  | 2014  | 2015  | 2016  |
| ----- | ----- | ----- | ----- | ----- | ----- | ----- |
| 3114  | ↗3116 | ↘3043 | ↘2990 | ↘2932 | ↘2882 | ↘2878 |
| 2017  | 2018  | 2019  | 2020  | 2021  |       |       |
| ↘2830 | ↘2766 | ↘2723 | ↘2650 | ↘2610 |       |       |

## Состав сельского поселения
| № | Населённый пункт | Тип населённого пункта       | Население |
| - | ---------------- | ---------------------------- | --------- |
| 1 | Зелёный Луг      | посёлок                      | ↘179      |
| 2 | Игнаткин         | хутор                        |           |
| 3 | Мироновка        | село, административный центр | ↘1320     |
| 4 | Мишакин          | хутор                        |           |
| 5 | Моршанка         | село                         | ↘919      |
| 6 | Новореченский    | посёлок                      | ↘696      |
| 7 | Подмарев         | посёлок                      | 0         |